# 1855
1855 (MDCCCLV) byl rok, který dle gregoriánského kalendáře započal pondělím.

## Události
- 26. ledna – Sardinské království se připojilo ke spojencům v krymské válce.
- 2. března – Po 30 letech vlády zemřel ruský car Mikuláš I. a na trůn nastoupil jeho syn Alexandr II.
- 16. srpna – Krymská válka: Spojenci porazili ruskou armádu v bitvě na řece Čorna. Selhal tak ruský pokus o prolomení obležení Sevastopolu a značně oslabila jejich pozice.
- 8. září – Spojenecká armáda dobyla sevastopolskou pevnost Malachov.
- 16. listopadu – Skotský cestovatel David Livingstone jako první Evropan spatřil Viktoriiny vodopády.

### Probíhající události
- 1817–1864 – Kavkazská válka
- 1850–1864 – Povstání tchaj-pchingů
- 1853–1856 – Krymská válka

## Vědy a umění
- Anglo-americký vynálezce David Edward Hughes na lince New York – Boston otestoval tiskařský telegraf, který přenášel okolo 40 tištěných slov za minutu.
- říjen – Anglický vynálezce Henry Bessemer si patentoval Bessemerův konvertor, první metalurgické zařízení, umožňující velkovýrobu oceli ze surového železa.

## Narození

### Česko

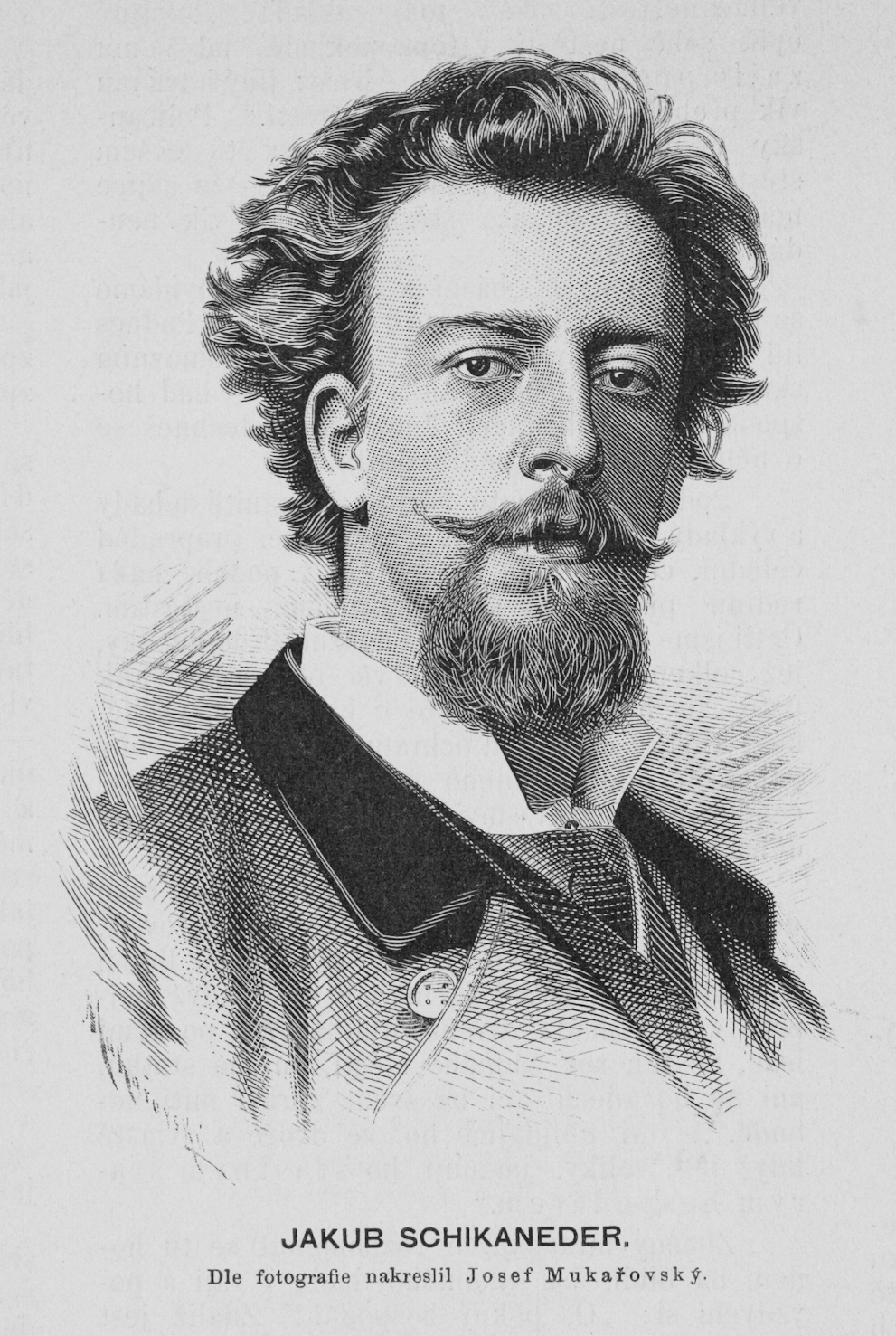
Jakub Schikaneder (* 27. února)

- 1. ledna – František Mlčoch, československý politik († 24. září 1921)
- 5. ledna – Quido Bělský, architekt († 20. srpna 1909)
- 9. ledna – František Dostál, poslanec Českého zemského sněmu a Říšské rady, starosta Morašic († 30. ledna 1921)
- 15. ledna – Franz Křepek, sudetoněmecký politik († 28. dubna 1938)
- 1. února – Ferdinand Gorup svobodný pán z Besánez, rakouský policista († 15. dubna 1928)
- 6. února – Josef Kalus, frenštátský básník a spisovatel († 11. prosince 1934)
- 7. února
  - Karla Absolonová-Bufková, spisovatelka († 29. listopadu 1941)
  - Jan Koula, architekt, výtvarník a etnograf († 18. května 1919)
- 16. února – František Kvapil, básník a překladatel († 19. října 1925)
- 19. února – Antonín Stecker, cestovatel († 15. dubna 1888)
- 27. února – Jakub Schikaneder, malíř († 15. listopadu 1924)
- 3. března – Karel Zdeněk Líman, architekt († 29. července 1929)
- 5. března
  - Jan Klecanda, učitel, spisovatel a novinář († 16. května 1920)
  - Kamures Kadınefendi, manželka osmanského sultána Mehmeda V. († 30. dubna 1921)
- 8. března
  - Josef Šimek, pedagog, geograf a historik († 22. prosince 1943)
  - Johann Schicht, sudetoněmecký podnikatel († 3. června 1907)
- 11. března – Josef Přibík, hudební skladatel a dirigent († 20. října 1937)
- 24. března – Josef Jiránek, klavírista, hudební pedagog a skladatel († 9. ledna 1940)
- 29. března – Robert von Weinzierl, archeolog a přírodovědec († 9. června 1909)
- 5. dubna – Ervín Červinka, československý politik († 18. května 1936)
- 8. dubna – Adolf Stránský, novinář a politik († 18. prosince 1931)
- 13. dubna – Julius Ambros, právník a mecenáš († 22. května 1925)
- 15. dubna – Miloš Čech, starokatolický kněz, bratr spisovatele Svatopluka Čecha († 1. ledna 1922)
- 20. dubna – Josef Zubatý, indolog († 21. března 1931)
- 2. května – František Sokol-Tůma, spisovatel, novinář a dramatik († 31. prosince 1925)
- 7. května – Jaroslav Hlava, patologický anatom († 31. října 1924)
- 8. května – Bohuslav Brauner, chemik († 15. února 1935)
- 9. května – Ludvík Lábler, kutnohorský stavitel († 21. května 1930)
- 12. května – Jan Nepomuk Wünsch, hudební skladatel († 7. května 1950)
- 21. května – Jan Smyčka, lékař, starosta Litovle a muzejní pracovník († 15. října 1927)
- 19. května – Antonín Stecker, cestovatel († 15. dubna 1888)
- 23. května – Theodor Wollschack, československý politik německé národnosti († 9. ledna 1945)
- 25. května – Anton Rzehak, geolog a archeolog († 31. března 1923)
- 2. června – Karel Förster, houslista, varhaník a hudební skladatel († 14. června 1921)
- 5. června – Hanuš Wihan, violoncellista a hudební pedagog († 1. května 1920)
- 6. června – Edvard Jelínek, spisovatel, organizátor všeslovanských vztahů († 15. března 1897)
- 24. června
  - Gustav Dörfl, básník a překladatel († 18. června 1902)
  - Jan Deyl, oční lékař, profesor UK, filantrop († 16. února 1924)
- 1. července – Bedřich Frida, spisovatel, překladatel, dramaturg a divadelní kritik († 15. října 1918)
- 4. července – Bedřich Procházka, matematik († 3. ledna 1934)
- 6. července – Irma Geisslová, spisovatelka a básnířka († 27. května 1914)
- 14. července – Jan Rataj, zemědělec a politik († 9. června 1915)
- 19. července – Rudolf von Jaksch, internista a pediatr († ? 1947)
- 26. července – Antonín Čapek, báňský a lázeňský lékař († 4. července 1929)
- 13. srpna – Eugen Miroslav Rutte, hudební skladatel a publicista († 15. července 1903)
- 28. srpna – Ignaz Hübner, československý politik († 30. března 1929)
- 31. srpna
  - Eduard Bartoníček, hudební skladatel a sbormistr († 7. května 1915)
  - Jindřich Vančura, pedagog historik a překladatel († 2. ledna 1936)
- 1. září – Karel Urban, podnikatel a politik († ? 1940)
- 21. září – Otto Serényi, šlechtic, velkostatkář a politik († 27. prosince 1927)
- 7. října – Václav Sochor, malíř († 23. prosince 1935)
- 19. října – Jan Rozkošný, národohospodář a politik († 27. března 1947)
- 22. října – Ladislav Burket, spoluzakladatel a první ředitel lesnických škol v Písku († 26. listopadu 1933)
- 25. října
  - Gabriel Pecháček, katolický teolog († 20. dubna 1931)
  - Jan Hanuš Máchal, slavista, literární historik a filolog († 3. listopadu 1939)
- 6. prosince – Celda Klouček, sochař, štukatér a paleontolog († 14. října 1935)
- 15. prosince – Josef Klička, varhaník, houslista, hudební skladatel a pedagog († 28. března 1937)
- 26. prosince – Václav Krotký, kladenský stavitel († 6. července 1920)

### Svět

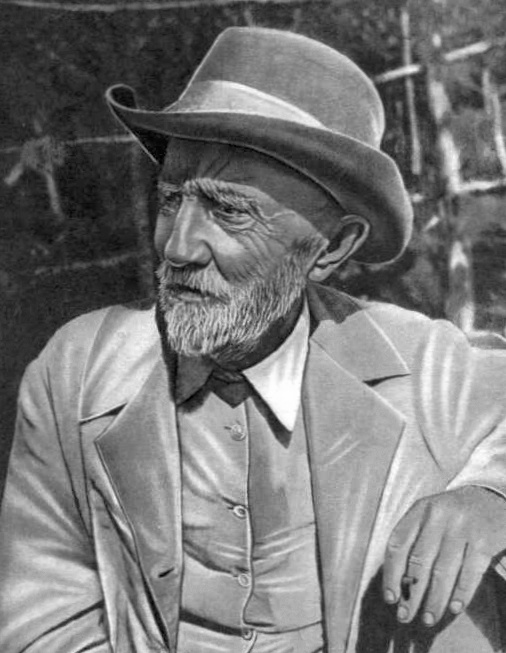
Ivan Vladimirovič Mičurin (* 27. října)

- 5. ledna – King Camp Gillette, zakladatel American Safety Razor Company († 9. července 1932)
- 8. ledna – Robert Meyer, předlitavský ekonom, státní úředník a politik († 10. června 1914)
- 16. ledna – Eleanor Marxová, marxistická spisovatelka, dcera Karla Marxe († 31. března 1898)
- 17. ledna – Ignác Alpár, uherský architekt († 27. dubna 1928)
- 19. ledna – Thomas Andrew, novozélandský fotograf († 7. srpna 1939)
- 20. ledna – Ernest Chausson, francouzský hudební skladatel († 10. června 1899)
- 23. ledna – John Browning, americký konstruktér zbraní († 26. listopadu 1926)
- 24. ledna – Frank Hadow, anglický tenista († 29. června 1946)
- 8. února – Karl Maria Coudenhove, zemský prezident ve Slezsku († 8. února 1913)
- 11. února – Erik Werenskiold, norský malíř a ilustrátor († 23. listopadu 1938)
- 13. února – Paul Deschanel, prezident Francouzské republiky († 28. dubna 1922)
- 15. února – Robert William Wilcox, havajský politik († 23. října 1903)
- 17. února – Otto Liman von Sanders, německý generál († 22. srpna 1929)
- 26. února – Karl Bulla, otec ruského fotožurnalismu († 28. listopadu 1929)
- 5. března – Kamures Kadınefendi, manželka osmanského sultána Mehmeda V. († 30. dubna 1921)
- 7. března – Marie-Joseph Lagrange, francouzský biblista († 10. března 1936)
- 13. března – Percival Lowell, americký matematik, astronom a diplomat († 12. listopadu 1916)
- 16. března – Josef Maria Eder, rakouský chemik a fotograf († 18. října 1944)
- 31. března – Théophile Cart, francouzský esperantista († 21. května 1931)
- 1. dubna – Ewald von Lochow, německý generál († 11. dubna 1942)
- 9. dubna – Pavlos Kunduriotis, řecký admirál († 22. srpna 1935)
- 12. dubna
  - Zdzisław Morawski, polský literární historik, státní úředník a politik († 21. února 1928)
  - Rudolf von Schuster-Bonnott, předlitavský státní úředník, bankéř a politik († 31. května 1930)
- 11. května – Anatolij Konstantinovič Ljadov, ruský dirigent, hudební skladatel a pedagog († 28. srpna 1914)
- 14. května – Jakob Groh, rakouský grafik († 17. února 1917)
- 16. května – Leopold von Auersperg, předlitavský státní úředník a politik († 23. února 1918)
- 18. května – Alfred Ebenhoch, předlitavský politik († 30. ledna 1912)
- 21. května – Émile Verhaeren, belgický básník a dramatik († 27. listopadu 1916)
- 29. května – David Bruce, skotský lékař, patolog a mikrobiolog († 27. listopadu 1931)
- 5. června – Josef Neuwirth, německy píšící historik českého středověkého umění († 25. dubna 1934)
- 10. června – Hilma Angered Strandbergová, švédská spisovatelka († 23. ledna 1927)
- 29. června – Alojzy Kosiba, polský františkánský řeholník († 1. dubna 1939)
- 1. července – August von Engel, předlitavský státní úředník a politik († 9. ledna 1941)
- 4. července – Vlaho Bukovac, chorvatský malíř († 23. dubna 1922)
- 7. července – Ludwig Ganghofer, německý spisovatel, dramaturg, novinář († 24. července 1920)
- 16. července – Georges Rodenbach, belgický spisovatel († 25. prosince 1898)
- 26. července – Ferdinand Tönnies, německý sociolog, ekonom a filozof († 9. dubna 1936)
- 27. července – Josef Kühschelm, rakousko-uherský politik († 11. ledna 1908)
- 31. července – Guido Bodländer, německý chemik († 25. prosince 1904)
- 28. července – Joseph Ladue, zlatokop, obchodník a zakladatel města Dawson († 27. června 1901)
- 9. srpna – Jean Lorrain, francouzský novinář, spisovatel a dramatik († 30. června 1906)
- 10. srpna – Levin Corbin Handy, americký fotograf († 26. března 1932)
- 24. srpna – Marie Tereza Portugalská, portugalská princezna († 12. února 1944)
- 30. srpna – Evelyn De Morgan, anglická malířka († 2. května 1919)
- 2. září – Štefan Furdek, kněz, spisovatel a organizátor komunity slovenských imigrantů v USA († 18. ledna 1915)
- 9. září
  - Houston Stewart Chamberlain, myslitel a spisovatel britského původu († 9. ledna 1927)
  - Secondo Pia, italský právník a amatérský fotograf († 7. září 1941)
- 10. září – Robert Koldewey, německý archeolog a architekt († 4. února 1925)
- 16. září – Anton Beskid, podkarpatoruský právník a politik († 16. června 1933)
- 26. září – Lev Grigorjevič Dejč (též Leo Deutsch) , ruský revolucionář († 5. srpna 1941)
- 27. září – Paul Émile Appell, francouzský matematik († 24. října 1930)
- 28. září – Gustav Gaertner, rakouský patolog († 4. listopadu 1937)
- 12. října
  - Fridrich Ferdinand Šlesvicko-Holštýnský, dánský šlechtic a synovec krále Kristiána IX. († 21. ledna 1934)
  - Arthur Nikisch, maďarský dirigent († 23. ledna 1922)
- 24. října – James S. Sherman, americký státník, politik, právník a bankéř († 30. října 1912)
- 27. října – Ivan Vladimirovič Mičurin, ruský šlechtitel († 7. června 1935)
- 1. listopadu
  - Guido Adler, rakouský právník, hudební vědec a skladatel († 15. února 1941)
  - Leopold Wohlschlager, československý státní popravčí († 21. srpna 1929)
- 5. listopadu – Eugene V. Debs, americký vůdce odborů († 20. října 1926)
- 10. listopadu – Alexandre Darracq, francouzský podnikatel a průkopník automobilismu († 2. listopadu 1931)
- 18. listopadu – Maurice Bouchor, francouzský básník, dramatik a sochař († 18. ledna 1929)
- 20. listopadu – Josiah Royce, americký filozof, logik a spisovatel († 14. září 1916)
- 23. listopadu
  - Auguste Pahl, ve své době nejdéle žijící osoba planety (24. července 1965)
  - Stevan Sremac, srbský spisovatel († 23. srpna 1906)
- 8. prosince – Josef Šprincak, izraelský politik a první předseda Knesetu († 28. ledna 1959)
- 15. prosince – Grigorij Goldenberg, ruský revolucionář († 15. července 1880)
- 18. prosince – Konni Zilliacus, finský bojovník za nezávislost († 19. června 1924)
- 31. prosince – Giovanni Pascoli, italský básník († 6. dubna 1912)
- neznámé datum
  - Ludwig Grillich, rakouský fotograf († 21. května 1926)
  - František Horváth, slovenský houslista († 4. dubna 1939)
  - Lozang Paldän Čhökji, osmý tibetský pančhenlama († 1882)
  - Josep Pascó, katalánský malíř († 1910)

## Úmrtí

### Česko
- 18. června – Josef Max, sochař (* 16. ledna 1804)
- 27. června – František Adam Petřina, fyzik a matematik (* 24. prosince 1799)
- 23. srpna – Vincenc Janalík, kněz, spisovatel a sběratel lidových písní (* 21. ledna 1804)
- 11. září – Karl Friedrich von Kübeck, úředník a politik ve Vídni (* 25. října 1780)
- 13. října – Gottfried Rieger, skladatel německé národnosti (* 1. května 1764)
- 17. prosince – Josef August Heller, hudební skladatel a kritik (* kolem roku 1800)

### Svět

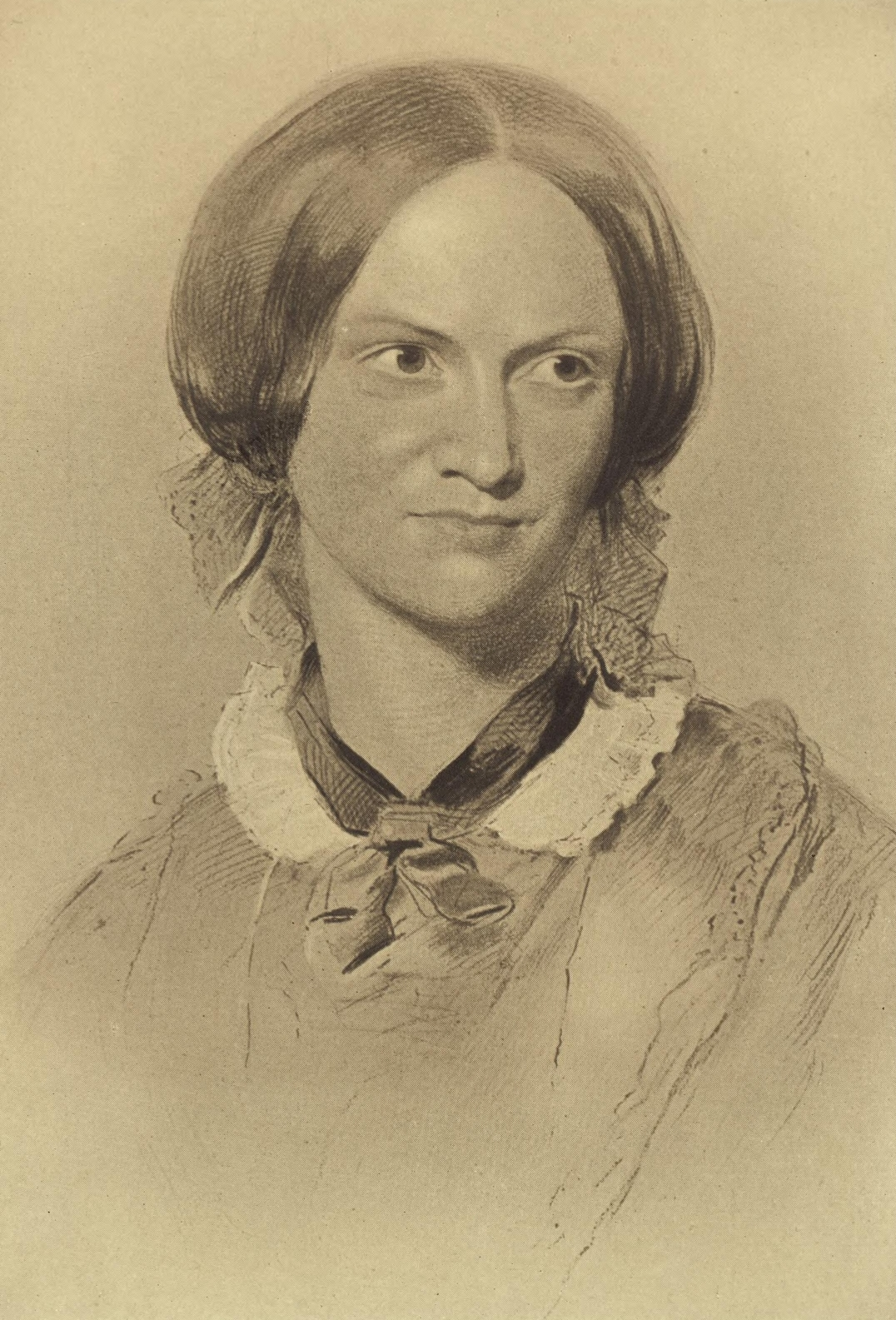
Charlotte Brontëová († 31. března)

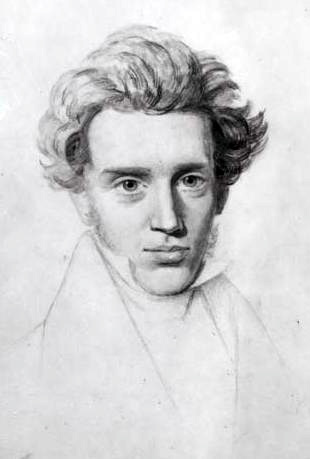
Søren Kierkegaard († 11. listopadu)

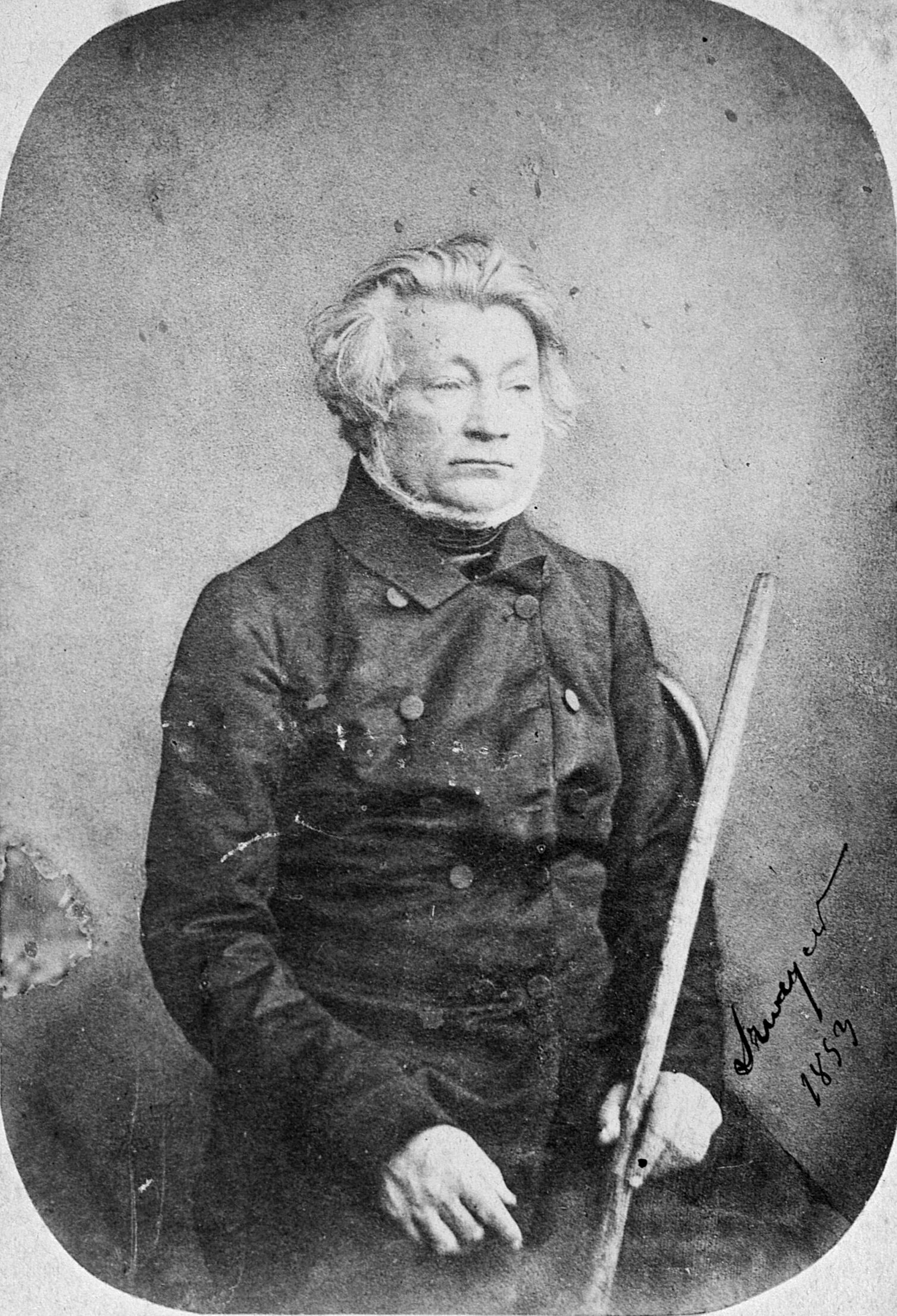
Adam Mickiewicz († 26. listopadu)

- 12. ledna – Marie Tereza Toskánská, sardinsko-piemontská královna a savojská vévodkyně (* 21. března 1801)
- 20. ledna – Adelheid Rakouská, královna Sardinie (* 3. června 1822)
- 26. ledna – Gérard de Nerval, francouzský spisovatel (* 22. května 1808)
- 8. února – Charles Crozatier, francouzský sochař (* 18. února 1795)
- 10. února – Ferdinand Maria Savojsko-Carignanský, sardinský princ z rodu savojských (* 15. listopadu 1822)
- 23. února – Carl Friedrich Gauss, německý matematik a fyzik, (* 30. dubna 1777)
- 2. března – Mikuláš I., ruský car (* 6. července 1796)
- 10. března – Karel Maria Isidor Bourbonský, španělský infant zmámý jako „Don Carlos“ (* 29. března 1788)
- 17. března – Ramon Carnicer, katalánský hudební skladatel a dirigent (* 24. října 1789)
- 20. března – Joseph Aspdin, britský výrobce portlandského cementu (* 1788)
- 30. března
  - Marie Dorotea Württemberská, princezna württemberská a rakouská arcivévodkyně (* 1. listopadu 1797)
  - Šarlota Pruská, princezna sasko-meiningenská (* 21. června 1831)
- 31. března – Charlotte Brontëová, anglická spisovatelka (* 21. dubna 1816)
- 12. dubna – Pedro Albéniz, španělský klavírista a hudební skladatel (* 14. dubna 1795)
- 18. dubna
  - Anders Johan Sjögren, finský spisovatel, etnolog a lingvista (* 8. května 1794)
  - Jean-Baptiste Isabey, francouzský malíř (* 11. dubna 1767)
- 1. července – Antonio Rosmini Serbati, italský filozof, teolog a politik (* 24. března 1797)
- 12. července – Pavel Nachimov, ruský admirál (* 5. července 1802)
- 28. července – Salomon Mayer Rothschild, vídeňský bankéř z německé rodiny (* 9. září 1774)
- 7. září – blahoslavený Jan Křtitel Mazzucconi, italský misionář (* 1. března 1826)
- 28. září – Johann Carl Hickel, rakouský dramatik a novinář (* 11. září 1811)
- 7. října – François Magendie, francouzský fyziolog (* 6. října 1783)
- 12. října – Cvi Hirš Chajes, haličský talmudista (* 20. listopadu 1805)
- 15. října – Désiré-Alexandre Batton, francouzský hudební skladatel (* 2. ledna 1798)
- 3. listopadu – François Rude, francouzský sochař (* 4. ledna 1784)
- 11. listopadu – Søren Kierkegaard, dánský filozof, teolog a psycholog (* 5. května 1813)
- 18. listopadu – Samuel Rogers, anglický básník, bankéř a mecenáš (* 30. června 1763)
- 19. listopadu – Mihály Vörösmarty, maďarský spisovatel (* 1. prosince 1800)
- 26. listopadu – Adam Mickiewicz, polský spisovatel (* 24. prosince 1798)
- 27. prosince – Ceylanyar Hanımefendi, pátá manželka osmanského sultána Abdulmecida I. (* ?)

## Hlavy států

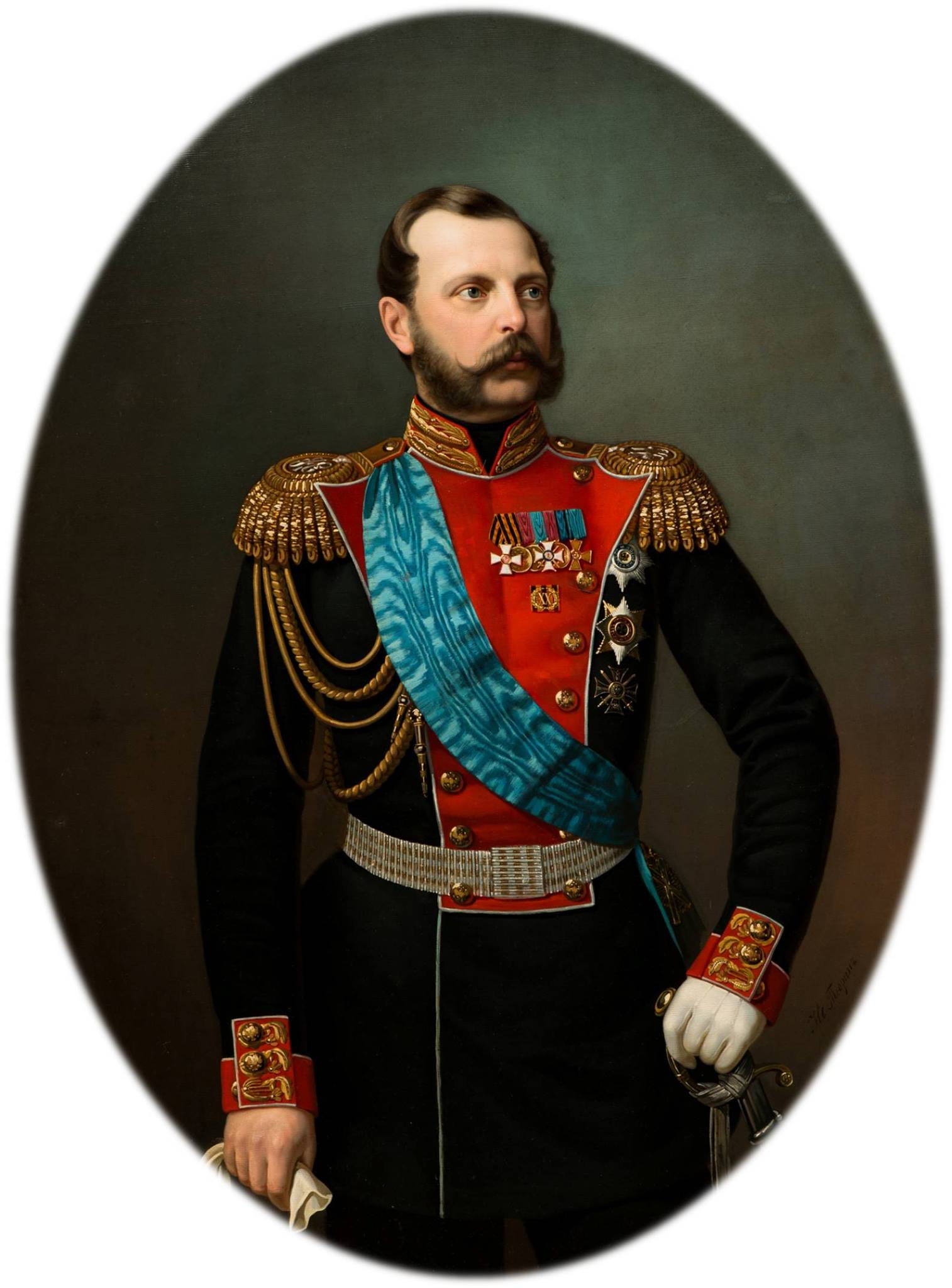
Ruským carem se stal Alexandr II.

- Francie – Napoleon III. (1852–1870)
- Království obojí Sicílie – Ferdinand II. (1830–1859)
- Osmanská říše – Abdülmecid I. (1839–1861)
- Prusko – Fridrich Vilém IV. (1840–1861)
- Rakouské císařství – František Josef I. (1848–1916)
- Rusko – Mikuláš I. (1825–1855) do 2. března / Alexandr II. (1855–1881) od 2. března
- Spojené království – Viktorie (1837–1901)
- Španělsko – Isabela II. (1833–1868)
- Švédsko – Oskar I. (1844–1859)
- USA – Franklin Pierce (1853–1857)
- Papež – Pius IX. (1846–1878)
- Japonsko – Kómei (1846–1867)
- Lombardsko-benátské království – Josef Radecký